# Saint-Germain-l'Herm
Pour les articles homonymes, voir Saint-Germain.
Saint-Germain-l'Herm est une commune française située dans le département du Puy-de-Dôme, en région Auvergne-Rhône-Alpes.

## Géographie

### Localisation
Le bourg est situé à mi-chemin entre Issoire (30 km à l'ouest) et Ambert (28 km à l'est), au cœur des monts du Livradois, sur un horst entre Allier et Dore, à environ 1 000 mètres d'altitude. La géographie de la commune est organisée autour d'un massif qui comprend le suc des Trots (1 131 m), le Bois du Sauzet, le Bois du Château, la Briche, le Courtaud et le Bois de Guérine qui forment une ligne de crête majeure. De cet ensemble part un réseau assez complexe de six vallées rayonnantes qui se déterminent selon trois directions principales, celle de la Dore vers l'est, celle du Doulon vers le sud et celle de l'Allier vers l'ouest.
Son territoire est couvert de forêts de conifères, essentiellement épicéas, mais aussi pins, sapins, mélèzes et Douglas et de feuillus, hêtres, bouleaux, sorbiers et alisiers. Les forêts sont entrecoupées de grandes clairières qui sont soit des prairies agricoles généralement bien drainées et irriguées par des systèmes hydrauliques assez sophistiqués, soit des prairies de type montagnard avec des tourbières et des arbres clairsemés. Les sols sont essentiellement granitiques ou métamorphiques et détritiques le long des ruisseaux.

#### Lieux-dits et écarts

##### Villages conséquents (avec une école primaire)
Le bourg, Lair, Losfonds, Malpertuis, Pégoire, le Sapt.

##### Villages conséquents (sans école)
Le Brément, Malpertuis, Moranges, Pégoire, Recolles

##### Les hameaux et lieux dits
Bellevue, Blanchard, Cistrières, le Clos des Barthes, la Collange, la Combe, la Couharde, Faredonde, le Favet, la Fontaine Saint-Georges, Germain, les Gorces, les Gouttes, les Granges, Lallabert, Lioux, Malpertuis, Marret, le Montel, Losfonds, Moranges, le Moulin de la Couharde, Pégoire (scierie de), Permet-le-Bas, Permet-le-Haut, Pierre Bille, le Pin, le Pont, le Pommerel, les Prés du Pommerel, la Sagnette, Saint-Éloy, le Sauzet, la Suchère, Sujobert, les Thiolles, les Vialettes.

#### Communes limitrophes
(1) Dans le canton de Jumeaux (arrondissement d'Issoire).

(2) Dans le canton de Sauxillanges (arrondissement d'Issoire).

### Climat
Pour des articles plus généraux, voir Climat d'Auvergne-Rhône-Alpes et Climat du Puy-de-Dôme.
En 2010, le climat de la commune est de type climat des marges montargnardes, selon une étude du Centre national de la recherche scientifique s'appuyant sur une série de données couvrant la période 1971-2000. En 2020, Météo-France publie une typologie des climats de la France métropolitaine dans laquelle la commune est exposée à un climat de montagne ou de marges de montagne et est dans la région climatique Nord-est du Massif Central, caractérisée par une pluviométrie annuelle de 800 à 1 200 mm, bien répartie dans l’année.
Pour la période 1971-2000, la température annuelle moyenne est de 7,4 °C, avec une amplitude thermique annuelle de 15,3 °C. Le cumul annuel moyen de précipitations est de 918 mm, avec 10,3 jours de précipitations en janvier et 8,3 jours en juillet. Pour la période 1991-2020, la température moyenne annuelle observée sur la station météorologique installée sur la commune est de 8,0 °C et le cumul annuel moyen de précipitations est de 1 067,3 mm,. Pour l'avenir, les paramètres climatiques de la commune estimés pour 2050 selon différents scénarios d'émission de gaz à effet de serre sont consultables sur un site dédié publié par Météo-France en novembre 2022.
| Mois                                  | jan.           | fév.           | mars           | avril         | mai           | juin          | jui.           | août           | sep.          | oct.          | nov.             | déc.           | année      |
| ------------------------------------- | -------------- | -------------- | -------------- | ------------- | ------------- | ------------- | -------------- | -------------- | ------------- | ------------- | ---------------- | -------------- | ---------- |
| Température minimale moyenne (°C)     | −2,7           | −3             | −0,5           | 2,1           | 5,6           | 9             | 10,6           | 10,7           | 7,6           | 5,1           | 0,7              | −1,8           | 3,6        |
| Température moyenne (°C)              | 0,4            | 0,6            | 3,8            | 6,8           | 10,5          | 14,4          | 16,2           | 16,2           | 12,7          | 9,2           | 4                | 1,3            | 8          |
| Température maximale moyenne (°C)     | 3,6            | 4,2            | 8,1            | 11,5          | 15,4          | 19,7          | 21,8           | 21,8           | 17,7          | 13,2          | 7,3              | 4,5            | 12,4       |
| Record de froid (°C) date du record   | −16,6 30.01.05 | −18,4 05.02.12 | −19,9 01.03.05 | −9 07.04.08   | −4 06.05.02   | −1,1 04.06.01 | 2,8 24.07.1999 | 1,3 29.08.1998 | −1,5 25.09.18 | −9,3 25.10.03 | −14,2 22.11.1998 | −15,8 15.12.01 | −19,9 2005 |
| Record de chaleur (°C) date du record | 18,6 01.01.22  | 20,3 26.02.19  | 21,6 17.03.04  | 23,7 30.04.05 | 28,8 22.05.22 | 35,5 29.06.19 | 33,9 23.07.19  | 33,9 24.08.23  | 31 04.09.23   | 27,5 08.10.23 | 21,7 08.11.15    | 18,5 02.12.15  | 35,5 2019  |
| Ensoleillement (h)                    | 829            | 1 055          | 1 598          | 1 764         | 1 824         | 2 139         | 2 419          | 2 303          | 1 877         | 130           | 822              | 761            | 1 869      |
| Précipitations (mm)                   | 69,6           | 59,3           | 66,8           | 98,8          | 122,7         | 86,7          | 90,7           | 106,1          | 92,1          | 97,7          | 99,3             | 77,5           | 1 067,3    |

## Urbanisme

### Typologie
Au 1er janvier 2024, Saint-Germain-l'Herm est catégorisée commune rurale à habitat dispersé, selon la nouvelle grille communale de densité à sept niveaux définie par l'Insee en 2022.
Elle est située hors unité urbaine et hors attraction des villes,.

### Occupation des sols
L'occupation des sols de la commune, telle qu'elle ressort de la base de données européenne d’occupation biophysique des sols Corine Land Cover (CLC), est marquée par l'importance des forêts et milieux semi-naturels (73 % en 2018), une proportion sensiblement équivalente à celle de 1990 (72,4 %). La répartition détaillée en 2018 est la suivante : 
forêts (70,5 %), prairies (23,8 %), milieux à végétation arbustive et/ou herbacée (2,5 %), zones agricoles hétérogènes (2,2 %), zones urbanisées (1,1 %). L'évolution de l’occupation des sols de la commune et de ses infrastructures peut être observée sur les différentes représentations cartographiques du territoire : la carte de Cassini (XVIIIe siècle), la carte d'état-major (1820-1866) et les cartes ou photos aériennes de l'IGN pour la période actuelle (1950 à aujourd'hui).

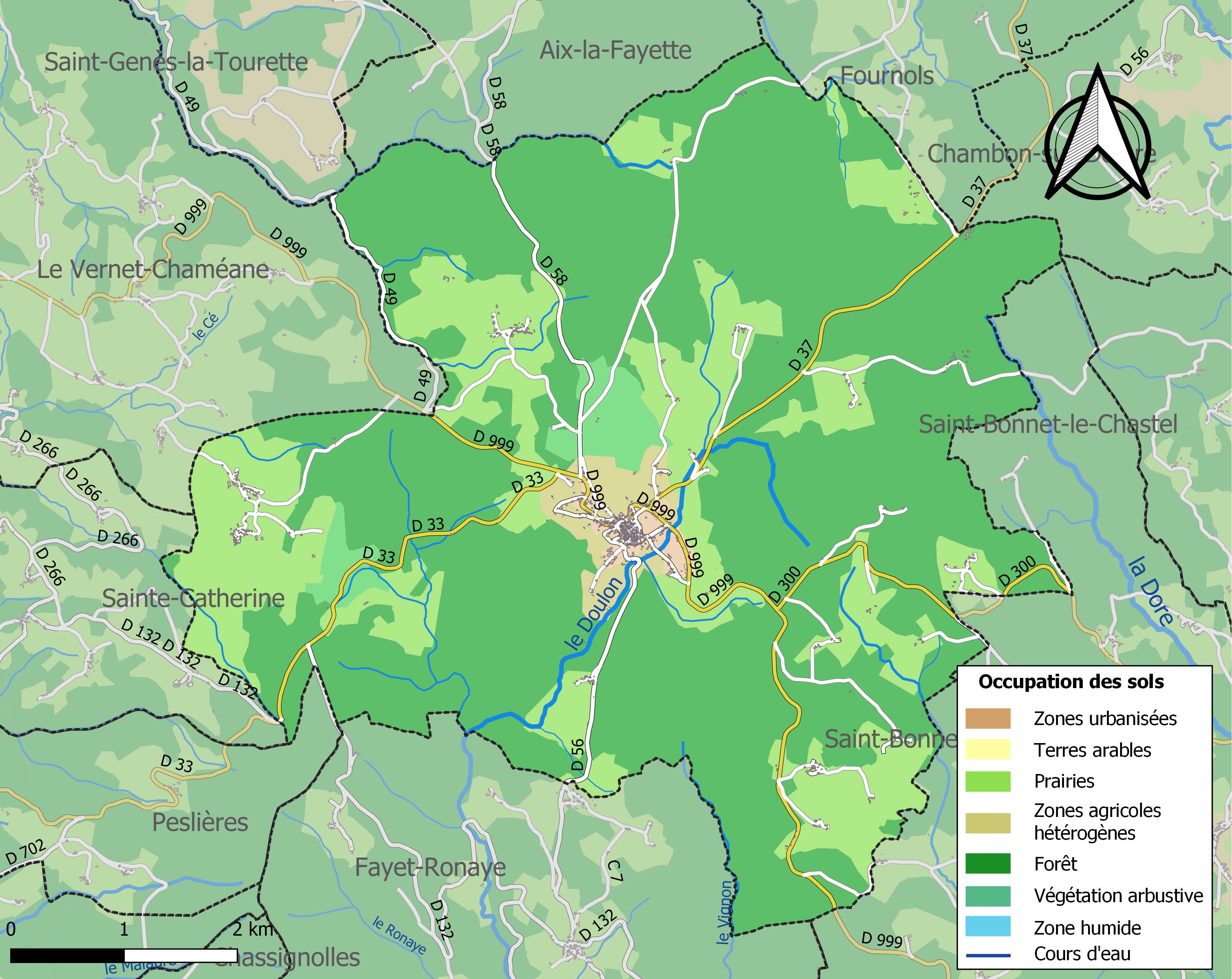
Carte des infrastructures et de l'occupation des sols de la commune en 2018 (CLC).

## Toponymie
Toponyme dérivé du mot gaulois erm. Le latin classique utilisait un mot hérité du grec eremus pour désigner le désert, la solitude. Eremus a gardé ce sens de désert, de solitude, d’ermitage, mais, parallèlement, est apparu le sens rural de « lande stérile », en bas latin herma terra. Le latin chrétien a emprunté au grec le terme « ermite », « celui qui vit dans la solitude ».

## Histoire

### La légende de Tuniac ou de Runiac
L'herm signifie en occitan le désert, le lieu inculte. Il est donc fort probable que la région n'ait été qu'une lande inculte jusqu'à une époque relativement avancée. Une légende veut qu'il y ait eu, à l'époque gallo-romaine un établissement appelé Tuniac ou Runiac dont le nom est cité dans des documents du haut Moyen Âge dont l'authenticité est, par ailleurs, contestée, mais aucun élément tangible ni aucun document crédible ne permet d'affirmer qu'il y ait eu un lieu de vie permanent avant le Xe siècle ou le XIe siècle. Des mégalithes, la Pierre des Prades, la Pierre noire et la Tombe du Soldat qui pourraient être les restes de menhirs ou de dolmens sont considérées comme étant les preuves d'une vie et d'une activité cultuelle sur le plateau avant le Moyen Âge. Toutefois, la toponymie montre qu'en dehors du village de Moranges, aucun nom ne remonte au-delà du haut Moyen Âge excepté pour le nom des ruisseaux.

### La fondation de Saint-Germain
Les premières traces historiques qui apparaissent dans la région sont des mottes féodales qui peuvent être datées de l'époque carolingienne VIIIe ou IXe siècle. Leur édification est probablement due à l'insécurité croissante dans les vallées qui oblige les gens à se réfugier dans la montagne et à constituer des lieux de protection et, éventuellement, des péages le long d'une route. La plus proche d'entre elles est située dans le lieu dit "Château brulé" sur le territoire de Saint-Bonnet le Bourg en limite est de la commune, le long de la crête entre Dore et Dolore.
Le premier établissement connu est un prieuré des moines de la Chaise-Dieu fondé au début des années 1050 dans le cadre des grands défrichements du Moyen Âge. À sa tête, un prieur, seigneur du lieu, est à la tête de six moines. Il est théoriquement nommé par la Chaise-Dieu. Cette prérogative leur échappe peu à peu au profit de l’État central. Une église fortifiée de style roman auvergnat est construite sur un promontoire dominant la vallée du Doulon. Le prieuré reçoit le nom de Saint-Germain. Une légende locale voudrait qu'il soit un saint local. En fait, il apparaît que ce soit Saint-Germain d'Auxerre qui soit à l'origine du nom, en raison de la vénération dont il faisait l'objet à la Chaise-Dieu.
Une agglomération se développe peu à peu et s'entoure d'une double muraille, l'une pour protéger le prieuré, l'autre pour défendre le bourg. L'étang de la Fargette est construit pour créer une pêcherie et ravitailler les gens en poisson le vendredi et au carême. Autour du bourg se construisent des hameaux moins importants. Jusqu'à la Révolution, un certain nombre de familles nobles partagent leur influence de manière très clairsemée avec l'Abbaye de la Chaise-Dieu, sur le territoire de la commune, le baron du Sauzet, les familles de Guérine et de Lafayette, notamment.

### Le bourg pendant le Moyen Âge et la Renaissance
La communauté est soumise à tous les fléaux du Moyen Âge, épidémies, famines, froid. La vie y est généralement agréable mais précaire. Les murailles sont restaurées au XIVe siècle pour lutter contre la soldatesque sans foi ni loi qui rôde dans la région. Les défenses servent une dernière fois pendant les guerres de Religion, alors que le fameux capitaine protestant Merle ravage la région. Une communauté protestante notable s'y développe jusqu'à la révocation de l'édit de Nantes qui voit sa conversion ou sa fuite. À partir du début du XVIe siècle, l'agglomération se développe en dehors de l'enceinte. Ses activités sont essentiellement agricoles et forestières. Le plateau ravitaille la plaine en bois de construction ou de chauffage qui est descendu jusqu'à la vallée de l'Allier puis transporté jusqu'à Nantes ou à Paris par la rivière ou par charroi avec d'autres produits d'Auvergne comme le vin. En outre, une grande partie de la forêt qui appartient à l'abbaye de la Chaise-Dieu fournit des bois d'excellentes qualités destinés à construire notamment les mats des navires de la Royale. Des moulins à vent ou à eau pour l'huile, la farine ou le chanvre se développent sur les crêtes ou le long des cours d'eau. Des scieries à l'époque manuelles, donnent une réputation certaine aux scieurs de long issus de la région et qui vont exercer leur profession dans les grandes forêts de France, en particulier celles de Normandie et de Picardie. En janvier 1501, deux foires sont institutionnalisées par le roi Louis XII, l'une le 11 juin (Saint-Barnabé), l'autre le 27 septembre.
Si les mouvements de population sont rares au XVIe siècle, ils s'intensifient au fur et à mesure de son développement. Les hommes s'en vont pendant les mois difficiles pour être scieurs de long, abatteurs ou chaudronniers dans le reste de la France. Les ressources ainsi collectées permettent d'enrichir la région.

### La Révolution et la période contemporaine
La vie du bourg est perturbée par la Révolution. Au cours de la période révolutionnaire de la Convention nationale (1792-1795), son nom est momentanément changé en Herm-la-Montagne. Saint-Germain est promu chef-lieu de canton. Il fournit en soldats les armées de la République et la Grande Armée. Toutefois déserteurs et réfractaires se réfugient dans le pays pour mieux s'y cacher.
Bien qu'essentiellement agricole, une activité industrielle locale se développe à partir de la fin du XVIIIe siècle jusqu'au début du XXe siècle. D'une part des industries à domicile viennent d'Ambert pour employer la main-d'œuvre féminine comme la dentelle. D'autre part, de nombreux moulins sont construits le long des cours d'eau. Ces moulins commencent à péricliter au cours de la deuxième moitié du XIXe siècle. Des scieries mécaniques se développent et sont remplacées, à partir des années 1920, par des scieries électriques. L'électricité est installée à Saint-Germain à partir de 1908. Des petites usines, cardage de la laine à Marchaud, dentelle à la Coharde, papier à cigarette à Saint-Germain, carrières de pierre, etc. se développent. Aux deux foires traditionnelles viennent s'ajouter quatre autres avec un marché aux veaux tous les mois qui impose la construction d'un foirail dans la partie haute de l'agglomération.
Dès le début du XXe siècle, un tourisme familial se développe. Sept hôtels au total ouvrent le long de la rue principale et dans le bourg. Locations et petites pensions chez l'habitant fleurissent. La clientèle est composée pour partie de gens qui vivent aux colonies et qui terminent un séjour dans les stations thermales par un séjour en moyenne montagne et de citadins venant des villes du sud ou de la région. Les commerces de proximité prospèren5épiceries, boucheries, boulangeries, cafés, quincailleries, garages auto, merceries, modistes. En 190̈5, le chemin de fer atteint Saint-Alyre (14 kilomètres), permet au pays de communiquer à la fois avec Vichy et Paris vers le Nord et avec la vallée du Rhône et les lieux de production viticoles du midi. La prolongation de la voie ferrée jusqu'à Saint-Germain est même envisagée juste avant la guerre de 1914. Malgré ces perspectives, la population jeune commence, dès les années 1850, à quitter la région pour les grandes villes régionales ou nationales. La Première Guerre mondiale décime la population masculine.
Dans les années 1920 et 1930, le tourisme continue à se développer. En revanche, la population agricole s'amenuise peu à peu. Lors de la débâcle, en 1940, le bourg accueille nombre de réfugiés. La région connaît l'activité de quelques mouvements de résistance notamment après la dispersion des troupes du Mont-Mouchet. Les années 1950 et 1960 sont marquées par un lent déclin du tourisme qui entraîne la fermeture progressive des hôtels et des restaurants. La population décline peu à peu et se tourne vers les villes les plus proches, Ambert, Issoire, Clermont-Ferrand, comme les plus lointaines, Paris, Toulouse, Marseille, Strasbourg. Seule l'exploitation forestière se poursuit et continue à faire vivre le pays. Au fur et à mesure de la disparition des fermes, les champs sont plantés en conifères, essentiellement pins, sapins, épicéas, mélèzes et douglas.
Un renouveau toutefois se fait jour à partir des années 1980. L'autoroute A75 et le renouvellement de la départementale 999 qui facilite l'accès au bourg ouvre de nouvelles perspectives. La construction européenne permet à des étrangers, Britanniques, Hollandais et Belges, de découvrir la qualité de la vie dans la région et de s'y installer parfois sur une base plus ou moins permanente. Le parc Livradois-Forez donne une nouvelle dimension à l'environnement dont profite maintenant Saint-Germain-l'Herm.
Les manifestations les plus marquantes sont :
- le festival du Haut Livradois qui concerne l'ensemble du canton ;
- la fête patronale à « Notre-Dame-des-Neiges » qui a lieu le deuxième dimanche du mois d'août ;
- la brocante la plus importante de la région qui a lieu systématiquement le 16 août chaque année.

## Politique et administration

### Administration municipale
| Période                                  | Période                   | Identité                            | Étiquette                | Qualité |
| ---------------------------------------- | ------------------------- | ----------------------------------- | ------------------------ | --- |
| Les données manquantes sont à compléter. |                           |                                     |                          | |
| 1800                                     | 1802                      | Jean-François Barrière              |                          | Notaire |
| 1802                                     | 1810                      | Barthélemy Grellet de la Deyte      |                          | Président de l'élection d'Issoire avant la Révolution                                                      |
| 1810                                     | 1816                      | Jean-François Barrière              |                          | Notaire, écarté pour être trop influent dans le pays                                                       |
| 1816                                     | 1823                      | Jean-Baptiste Grellet-Beaulieu      |                          | Avocat, bailli contrôleur, maître des Eaux et forêts à Bourgoin avant la Révolution Frère du maire de 1802 |
| 1823                                     | 1825                      | Jean-Vital Myssoux-Garait           |                          | Commerçant                                                                                                 |
| 1825                                     | 1831                      | Jean-Antoine Dosfant                |                          | Propriétaire                                                                                               |
| 1831                                     | 1832                      | Pierre Vernet                       |                          | Lieutenant de cuirassiers à la retraite, chevalier de la Légion d'honneur                                  |
| 1832                                     | 1843                      | Honoré-Félix Fournier               |                          | Médecin |
| 1843                                     | 1871                      | Jean-François Barrière              |                          | Avocat puis notaire, fils du maire de 1800                                                                 |
| 1871                                     | 1872                      | Pierre Ahon-Coste                   |                          | |
| 1872                                     | 1888                      | Jean-François Barrière              |                          | Notaire |
| mai 1888                                 | mai 1896                  | Charles-Claude Barrière             |                          | Député du Puy-de-Dôme (1885-1889), sénateur du Puy-de-Dôme (1891-1909)                                     |
| mai 1896                                 | 24 février 1907           | Louis Annet Félix Gabriel Gaudias † |                          | Propriétaire exploitant de l'Hôtel des Voyageurs                                                           |
| mars 1907                                | 13 septembre 1908         | Guillaume Étienne Aloÿs Bisch †     |                          | Négociant                                                                                                  |
| octobre 1908                             | mai 1912                  | Jean Burquel                        |                          | Huissier de justice                                                                                        |
| mai 1912                                 | décembre 1919             | Paul Vernet                         |                          | |
| 7 décembre 1919                          | juin 1940                 | Michel-François Vaurillon           | SE                       | Instituteur                                                                                                |
| juin 1940                                | mai 1945                  | Jean-Baptiste Ollier                |                          | |
| mai 1945                                 | mai 1953                  | Robert Michy                        |                          | |
| mai 1953                                 | mars 1971                 | Jean Couvert                        |                          | Industriel                                                                                                 |
| mars 1971                                | mars 1977                 | Jean Brugière                       |                          | Ingénieur général des Ponts et chaussées                                                                   |
| mars 1977                                | mars 2001                 | Jean Faye                           |                          | Instituteur                                                                                                |
| mars 2001                                | 2002                      | Marcel Gourgouillon †               | DVG                      | Instituteur                                                                                                |
| 2002                                     | mars 2014                 | Jean-Noël Mahault                   | PCF[réf. nécessaire]     | Agent des Eaux et forêts                                                                                   |
| mars 2014                                | février 2017              | Olivier Hoenner                     | PCF[source insuffisante] | Professeur des écoles                                                                                      |
| février 2017                             | En cours (au 25 mai 2020) | Chantal Desgeorges                  |                          | Infirmière libérale                                                                                        |

## Population et société

### Démographie
L'évolution du nombre d'habitants est connue à travers les recensements de la population effectués dans la commune depuis 1793. Pour les communes de moins de 10 000 habitants, une enquête de recensement portant sur toute la population est réalisée tous les cinq ans, les populations de référence des années intermédiaires étant quant à elles estimées par interpolation ou extrapolation. Pour la commune, le premier recensement exhaustif entrant dans le cadre du nouveau dispositif a été réalisé en 2006.

En 2022, la commune comptait 488 habitants, en évolution de −0,81 % par rapport à 2016 (Puy-de-Dôme : +2,1 %, France hors Mayotte : +2,11 %).
| 1793  | 1800  | 1806  | 1821  | 1831  | 1836  | 1841  | 1846  | 1851  |
| ----- | ----- | ----- | ----- | ----- | ----- | ----- | ----- | ----- |
| 1 693 | 1 725 | 1 826 | 1 750 | 2 144 | 2 164 | 2 270 | 2 447 | 2 400 |

| 1856  | 1861  | 1866  | 1872  | 1876  | 1881  | 1886  | 1891  | 1896  |
| ----- | ----- | ----- | ----- | ----- | ----- | ----- | ----- | ----- |
| 2 218 | 2 105 | 2 136 | 1 957 | 1 962 | 1 790 | 1 781 | 1 665 | 1 653 |

| 1901  | 1906  | 1911  | 1921  | 1926  | 1931  | 1936  | 1946  | 1954  |
| ----- | ----- | ----- | ----- | ----- | ----- | ----- | ----- | ----- |
| 1 720 | 1 559 | 1 493 | 1 277 | 1 181 | 1 075 | 1 041 | 1 008 | 1 038 |

| 1962 | 1968 | 1975 | 1982 | 1990 | 1999 | 2006 | 2011 | 2016 |
| ---- | ---- | ---- | ---- | ---- | ---- | ---- | ---- | ---- |
| 912  | 907  | 741  | 651  | 533  | 515  | 530  | 487  | 492  |

| 2021 | 2022 | - | - | - | - | - | - | - |
| ---- | ---- | - | - | - | - | - | - | - |
| 487  | 488  | - | - | - | - | - | - | - |

## Économie
À la fin du XIXe siècle, on rapporte l'existence d'une manufacture de cardage de la laine, exploitée à l'initiative du maire-conseiller général-député/sénateur Charles-Claude Barrière.
Au début du XXe siècle existait une manufacture de papiers à cigarettes, employant environ 80 personnes. Fondée par un immigré alsacien Aloys Bisch qui a été maire pendant une courte période, elle cesse toute activité pendant la Première guerre mondiale.
De nombreuses scieries ont été ouvertes à partir du XVIIIe siècle. Une seule subsiste à l'heure actuelle.

## Culture locale et patrimoine

### Lieux et monuments
- Monuments préhistoriques : Dans le Bois des Recolles, le menhir de la Pierre aux Prades, dit aussi Pierre Grosse à cause de sa silhouette qui fait penser à une femme enceinte, a été longtemps l'objet d'un rite de fécondité. Les femmes qui désiraient un enfant venaient s'y frotter le ventre... Un autre menhir dit Pierre aux Prades B ou menhir de Saint-Germain se dresse un peu plus loin le long du même chemin, vers l'est.

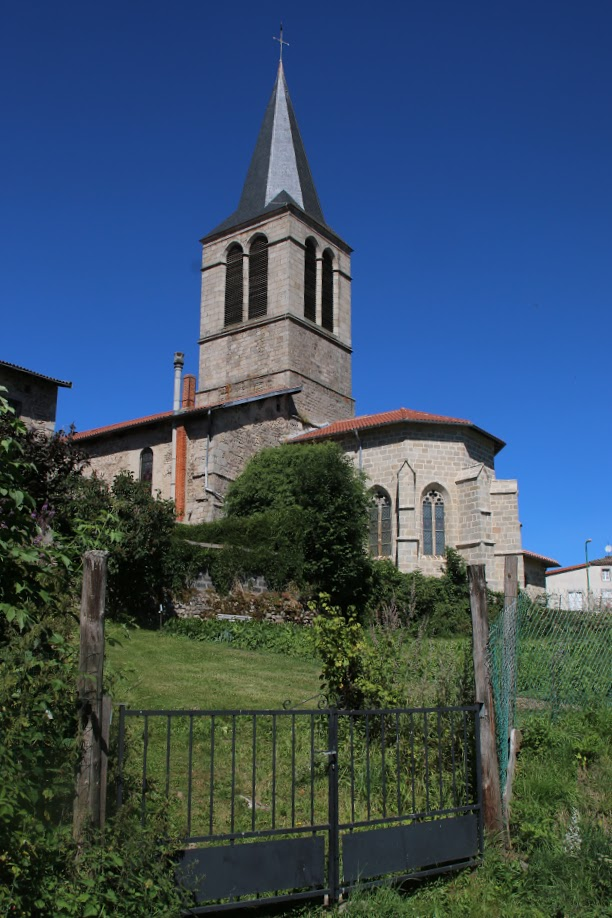
Église de Saint-Germain-l'Herm, chevet gothique du XVe siècle.

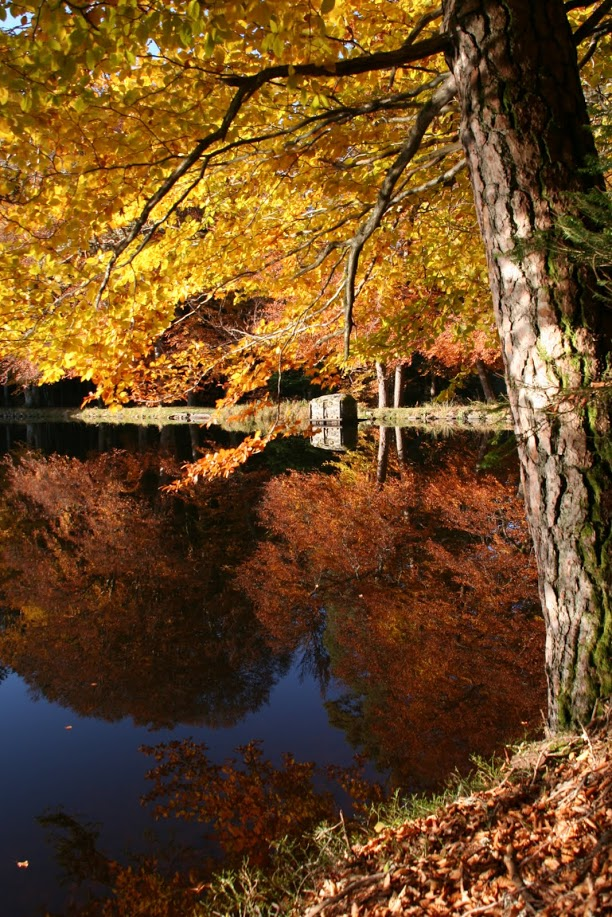
L'étang de la Fargette en automne.

- Église paroissiale (XIe et XVe siècles, remaniée au XIXe siècle), de facture romane et fortifiée, inscrite à l'Inventaire des monuments historiques le 6 mars 1955.
- Étang de Lallabert.
- Étang de la Fargette.
- Château du Saulzet. Il fut établi dans ce château la famille du Saulzet (ou Sauzet ou Saulcet) au XVe siècle et dont la descendance inclus plusieurs militaire[20].

### Personnalités liées à la commune
- Guillaume Saultemouche (1557-1593), frère jésuite mort martyr, déclaré bienheureux catholique[21].
- Charles Barrière (1837-1910), maire de la commune et conseiller général, député puis sénateur du Puy-de-Dôme.
- Lieu de naissance d'Arthème Fayard (1836-1895), fondateur de la maison d'édition qui porte son nom.
- Gauthier de Tessières (sportif) a vécu jusqu'à ses 4 ans dans la commune.

### Patrimoine naturel
La commune de Saint-Germain-l'Herm est adhérente du parc naturel régional Livradois-Forez.